# Теорема Тейлора

Експоненціальна функція y = e^{x} (суцільна червона лінія) та відповідний многочлен Тейлора четвертого порядку (штрих-пунктирна зелена лінія) поблизу початку координат

 Ця стаття про многочлени Тейлора диференційовних функцій. Про ряди Тейлора аналітичних функцій див. відповідну статтю.
Теорема Тейлора дає наближення до функції, що диференціюється k раз, поблизу даної точки за допомогою  многочлена Тейлора k-го порядку. Для аналітичних функцій многочлен Тейлора в даній точці є кінцевою послідовністю їх неповного ряду Тейлора, який, у свою чергу, повністю визначає функцію в деякому околі точки. Точний зміст теореми Тейлора до теперішнього часу не узгоджено. Звичайно, існує кілька версій теореми, що застосовуються в різних ситуаціях, і деякі з цих версій містять оцінки помилки, що виникає при наближенні функції за допомогою многочлена Тейлора.
Ця теорема названа на честь математика Брука Тейлора, який сформулював одну з її версій в 1712 році. Явний вираз для помилки наближення було дано набагато пізніше Жозефом Лагранжем. Раніше, в 1671 році, Джеймсом Грегорі вже було згадано наслідок з теореми.
Теорема Тейлора дозволяє опанувати прийомами обчислень початкового рівня, і вона є одним з центральних елементарних інструментів у математичному аналізі. При вивченні математики вона є початковою точкою для вивчення асимптотичного аналізу. Теорема також використовується в математичній фізиці. Вона також узагальнює аналіз функцій декількох змінних і векторні функції f : Rn → Rm для будь-яких вимірів n і m. Це узагальнення теореми Тейлора є базовим для визначення так званих струменів, які з'являються в диференціальній геометрії й в теорії диференціальних рівнянь з частинними похідними.

## Передумови для введення теореми

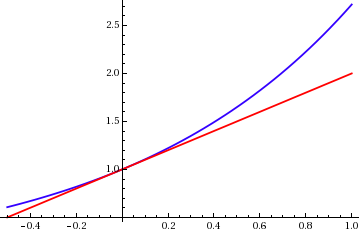
Графік f(x) = e^{x} (блакитного кольору) з його лінійним наближенням P_{1}(x) = 1 + x (червоного кольору) в точці a = 0.

Якщо дійснозначна функція f(х) є диференційованою в точці a, то вона має лінійне наближення в точці a. Це означає, що існує функція h1 така, що
{\displaystyle f(x)=f(a)+f'(a)(x-a)+h_{1}(x)(x-a),\qquad \lim _{x\to a}h_{1}(x)=0.}
Тут
{\displaystyle P_{1}(x)=f(a)+f'(a)(x-a)}
це лінійне наближення функції f в точці a. Графік функції y = P1(x) є дотичною до графіку функції f в точці x = a. Помилка наближення є такою
{\displaystyle R_{1}(x)=f(x)-P_{1}(x)=h_{1}(x)(x-a).}
Помітимо, що помилка наближається до нуля трохи скоріше, ніж різниця x − a наближається до нуля відповідно до того як x прагне до a.

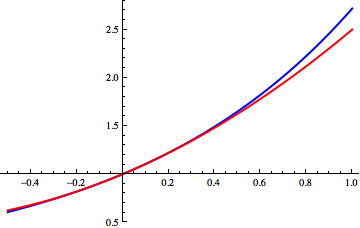
Графік f(x)=e^{x} (блакитного кольору) з квадратичним наближенням P_{2}(x) = 1 + x + x^{2}/2 (червоного кольору) в точці a = 0. Помітні значні поліпшення наближення.

Якщо ми шукаємо краще наближення f, ми можемо використовувати многочлен другого ступеня замість лінійної функції. Замість знаходження похідної від f в точці a, ми можемо знайти дві похідні, отримавши таким чином многочлен, який так само як і f зростає (або убуває), і так само як і f має опуклість (або увігнутість) в точці a. Многочлен другого ступеня (квадратний многочлен) в цьому випадку буде виглядати наступним чином:
{\displaystyle P_{2}(x)=f(a)+f'(a)(x-a)+{\frac {f''(a)}{2}}(x-a)^{2}.\,}
Теорема Тейлора дозволяє переконатися, що квадратичне наближення, в досить малому околі точки a, є кращим наближенням, ніж лінійне. Зокрема,
{\displaystyle f(x)=P_{2}(x)+h_{2}(x)(x-a)^{2},\qquad \lim _{x\to a}h_{2}(x)=0.}
Тут помилка наближення така
{\displaystyle R_{2}(x)=f(x)-P_{2}(x)=h_{2}(x)(x-a)^{2}}
що, за умови обмеженості h2, наближається до нуля швидше, ніж наближається до нуля (x − a)2 відповідно до того як x прагне до a.

Наближення функції f(x) = 1/(1 + x^{2}) за допомогою многочленів P_{k} порядку k = 1, …, 16 відносно точки x = 0 (червоний) та точки x = 1 (салатовий колір). Наближення взагалі не поліпшується за межами (-1,1) і (1-√2,1+√2) відповідно.

Таким чином, якщо використовувати многочлени все вищого ступеня, то будуть отримані все кращі наближення до f. Загалом, помилка в наближенні функції за допомогою поліномів порядку k буде наближатися до нуля трохи швидше, ніж наближається до нуля (x − a)k відповідно до того як x прагне до a.
Цей наслідок має асимптотичну природу: він лише повідомляє, що помилка Rk наближення за допомогою многочленів Тейлора k-го порядку Pk наближається до нуля швидше, ніж ненульовий многочлен k-го порядку відповідно до того як x → a. Він не повідомляє, наскільки великою є помилка в будь-якому околі центру наближення, але для цього існує формула для залишку (наведена нижче).
Найбільш повні версії теореми Тейлора, як правило, призводять до рівномірних оцінок помилки наближення в малому околі центра наближення, але ці оцінки не є адекватними для околів, які занадто великі, навіть якщо функція f є аналітичною. У цій ситуації слід вибирати кілька многочленів Тейлора з різними центрами наближення, щоб мати надійне Тейлорове наближення до вихідної функції (див. анімований малюнок вище). Можлива також ситуація, коли зростання порядку многочлена не збільшує якість наближення взагалі, навіть якщо функція f диференціюється нескінченну кількість разів. Такий приклад наведено нижче.

## Теорема Тейлора для функцій від однієї дійсної змінної

### Формулювання теореми
Точне формулювання більшості базових версій теореми наступне.
Многочлен, що виникає в теоремі Тейлора, є многочленом Тейлора k-го порядку
{\displaystyle P_{k}(x)=f(a)+f'(a)(x-a)+{\frac {f''(a)}{2!}}(x-a)^{2}+\cdots +{\frac {f^{(k)}(a)}{k!}}(x-a)^{k}}
функції f в точці a.
Теорема Тейлора описує асимптотичну поведінку залишкового члену
{\displaystyle \ R_{k}(x)=f(x)-P_{k}(x),}
який є помилкою при знаходженні наближення функції f за допомогою многочленів Тейлора. Використовуючи «O» велике та «o» маленьке, теорему Тейлора можна сформулювати так
{\displaystyle R_{k}(x)=o(|x-a|^{k}),\qquad x\to a.}

### Формули для залишку
Існує декілька точних формул для залишкового члена Rk многочлена Тейлора, найбільш загальна з яких наступна.
Ці уточнення теореми Тейлора зазвичай виводяться за допомогою формули про скінченні прирости.
Можна також знайти й інші вирази для залишку. Наприклад, якщо G(t) є неперервною на закритому інтервалі та диференційовною з похідною, що не прагне до нуля на відкритому інтервалі між a і x, то
{\displaystyle R_{k}(x)={\frac {f^{(k+1)}(\xi )}{k!}}(x-\xi )^{k}{\frac {G(x)-G(a)}{G'(\xi )}}}
для деякого числа ξ між a і x. Ця версія охоплює форми Лагранжа та Коші як окремі випадки, і виводиться за допомогою теореми Коші про среднє значення (розширеної версії теореми Лагранжа про среднє значення).
Запис формули для залишку в інтегральної формі є більш загальним, ніж попередні формули, і вимагає розуміння інтегральної теорії Лебега. Однак вона зберігається також для інтегралу Рімана за умови, що похідна порядку (k+1) від f є неперервною на закритому інтервалі [a,x].
Внаслідок абсолютної неперервності f(k) на закритому інтервалі між a і x, її похідна f(k+1) існує як L1-функція, і цей наслідок може бути отриманий за допомогою формальних обчислень з використанням теореми Ньютона — Лейбніца та інтегрування частинами.

### Оцінки залишку
На практиці часто буває корисно чисельно оцінити величину залишкового члена наближення Тейлора.
Будемо вважати, що f — (k+1)-раз неперервно диференційовна на інтервалі I, що містить a. Будемо вважати, що існує дійсні постійні числа q і Q такі, що
{\displaystyle q\leqslant f^{(k+1)}(x)\leqslant Q}
на всьому протязі I. Тоді залишковий член задовольняє нерівності
{\displaystyle q{\frac {(x-a)^{k+1}}{(k+1)!}}\leqslant R_{k}(x)\leqslant Q{\frac {(x-a)^{k+1}}{(k+1)!}},}
якщо x > a, і подібна оцінка, якщо x < a. Це простий наслідок з формули залишку в формі Лагранжа. Зокрема, якщо
{\displaystyle |f^{(k+1)}(x)|\leqslant M}
на інтервалі I = (a−r,a+r) з деяким r>0, то
{\displaystyle |R_{k}(x)|\leqslant M{\frac {|x-a|^{k+1}}{(k+1)!}}\leqslant M{\frac {r^{k+1}}{(k+1)!}}}
для всіх x∈(a−r,a+r). Друга нерівність називається рівномірною оцінкою, тому що вона зберігає рівномірність для всіх x на інтервалі (a−r,a+r).

### Приклад

Наближення e^{x} (блакитний) за допомогою многочленів Тейлора P_{k} порядку k=1,…,7 з центром в точці x=0 (червоний).

Припустимо, ми хочемо знайти наближення функції f(x) = ex на інтервалі [−1,1] й переконатися, що помилка не перевищує значення 10−5. У цьому прикладі вважаємо, що нам відомі такі властивості експоненційної функції:
{\displaystyle (*)\qquad e^{0}=1,\qquad {\frac {d}{dx}}e^{x}=e^{x},\qquad e^{x}>0,\qquad x\in \mathbb {R} .}
З цих властивостей випливає, що f(k)(x) = ex для всіх k, і зокрема, f(k)(0) = 1. Звідси випливає, що многочлен Тейлора k-го порядку функції f в точці 0 та його залишковий член у формі Лагранжа записується за допомогою формули
{\displaystyle P_{k}(x)=1+x+{\frac {x^{2}}{2!}}+\cdots +{\frac {x^{k}}{k!}},\qquad R_{k}(x)={\frac {e^{\xi }}{(k+1)!}}x^{k+1},}
де ξ — це деяке число між 0 і x.
Оскільки ex зростає згідно (*), ми можемо використовувати ex ≤ 1 для x ∈ [−1, 0], щоб оцінити залишок на підінтервалі [−1, 0]. Для знаходження верхньої межі значення залишку на інтервалі [0,1], можемо використовувати властивість eξ<<ex для 0<ξ<x, щоб оцінити
{\displaystyle e^{x}=1+x+{\frac {e^{\xi }}{2}}x^{2}<1+x+{\frac {e^{x}}{2}}x^{2},\qquad 0<x\leqslant 1}
використовуючи многочлен Тейлора другого порядку. Висловлюючи з цієї нерівності ex, приходимо до висновку, що
{\displaystyle e^{x}\leqslant {\frac {1+x}{1-{\frac {x^{2}}{2}}}}=2{\frac {1+x}{2-x^{2}}}\leqslant 4,\qquad 0\leqslant x\leqslant 1}
прийнявши, що чисельник приймає максимальне з усіх своїх можливих значень, а знаменник приймає мінімальне з усіх своїх можливих значень. Використовуючи ці оцінки значень ex, ми бачимо, що
{\displaystyle |R_{k}(x)|\leqslant {\frac {4|x|^{k+1}}{(k+1)!}}\leqslant {\frac {4}{(k+1)!}},\qquad -1\leqslant x\leqslant 1,}
і необхідна точність досягається в тому випадку, коли
{\displaystyle {\frac {4}{(k+1)!}}<10^{-5}\quad \Leftrightarrow \quad 4\cdot 10^{5}<(k+1)!\quad \Leftrightarrow \quad k\geq 7.}
(де факторіал 7!=5 040 и 8!=40 320.) Зрештою, теорема Тейлора призводить до наближення
{\displaystyle e^{x}=1+x+{\frac {x^{2}}{2!}}+\ldots +{\frac {x^{7}}{7!}}+R_{7}(x),\qquad |R_{7}(x)|<10^{-5},\qquad -1\leqslant x\leqslant 1.}
Відзначимо, що це наближення дозволяє обчислити значення e≈2.71828 з точністю до п'ятого знака після коми.

## Аналітичність

### Розкладання Тейлора для дійсних аналітичних функцій
Нехай I⊂R — відкритий інтервал. За означенням, функція f:I→R — дійсна аналітична, якщо вона на даній ділянці визначена збіжністю степеневого ряду. Це означає, що для кожного a ∈ I існує деяке r > 0 і послідовність коефіцієнтів ck ∈ R така, що (a − r, a + r) ⊂ I і
{\displaystyle f(x)=\sum _{k=0}^{\infty }c_{k}(x-a)^{k}=c_{0}+c_{1}(x-a)+c_{2}(x-a)^{2}+\cdots ,\qquad |x-a|<r.}
Загалом, радіус збіжності степеневого ряду може бути обчислено за формулою Коші–Адамара
{\displaystyle {\frac {1}{R}}=\limsup _{k\to \infty }|c_{k}|^{\frac {1}{k}}.}
Цей результат базується на порівнянні з нескінченно спадною геометричною прогресією, і той же самий метод показує, що якщо степеневий ряд, розкладений по a, збігається для деякого b∈R, він повинен збігатися рівномірно на закритому інтервалі [a − rb, a + rb], де rb = |b − a|. Тут ми тільки розглянули збіжність степеневого ряду, і не виключено, що область (a − R,a + R) розширюється за межі області визначення I функції f.
Многочлен Тейлора від дійсної аналітичної функції f в точці a
{\displaystyle P_{k}(x)=\sum _{j=0}^{k}c_{j}(x-a)^{j},\qquad c_{j}={\frac {f^{(j)}(a)}{j!}}}
це просте усіканням визначеного на деякому інтервалі відповідного степеневого ряду цієї функції, і залишковий член на даному інтервалі подається як аналітична функція
{\displaystyle R_{k}(x)=\sum _{j=k+1}^{\infty }c_{j}(x-a)^{j}=(x-a)^{k}h_{k}(x),\qquad |x-a|<r.}
Тут функція
{\displaystyle h_{k}:(a-r,a+r)\to \mathbb {R} ;\qquad h_{k}(x)=(x-a)\sum _{j=0}^{\infty }c_{k+1+j}(x-a)^{j}}
також є аналітичною, оскільки її степеневий ряд має той же радіус збіжності, що й вихідний ряд. За умови, що [a − r, a + r] ⊂ I і r < R, всі ці ряди збігаються рівномірно на інтервалі (a − r, a + r). Авжеж, у випадку аналітичних функцій можна оцінити залишковий член Rk(x) шляхом «обрізання» послідовності похідних f′(a) у центрі наближення, але при використанні комплексного аналізу з'являються й інші можливості, які описані нижче.

### Теорема Тейлора та збіжність ряду Тейлора
Існує розбіжність між многочленами Тейлора диференційовних функцій і рядами Тейлора аналітичних функцій. Можна розглядати (справедливо) ряд Тейлора
{\displaystyle f(x)\approx \sum _{k=0}^{\infty }c_{k}(x-a)^{k}=c_{0}+c_{1}(x-a)+c_{2}(x-a)^{2}+\ldots }
нескінченну кількість разів диференційовної функції f:R→R як її «многочлен Тейлора нескінченно великого порядку» в точці a. Тепер оцінка залишку многочлена Тейлора має на увазі, що для будь-якого порядку k й для будь-якого r>0 існує постійна Mk,r>0 така, що
{\displaystyle (*)\quad |R_{k}(x)|\leqslant M_{k,r}{\frac {|x-a|^{k+1}}{(k+1)!}}}
для кожного x∈(a-r, a+r). Іноді ці постійні можуть бути обрані таким чином, що Mk,r → 0, коли k → ∞ і r залишається незмінною. Тоді ряд Тейлора функції f збігається рівномірно до деякої аналітичної функції
{\displaystyle T_{f}:(a-r,a+r)\to \mathbb {R} ;\qquad T_{f}(x)=\sum _{k=0}^{\infty }{\frac {f^{(k)}(a)}{k!}}(x-a)^{k}.}
Тут необхідно згадати важливий момент. Можлива ситуація, коли нескінченну кількість разів диференційовна функція f має ряд Тейлора в точці a, який збігається в деякому околі точки a, але гранична функція Tf відрізняється від f. Важливим прикладом цього феномену є такий
{\displaystyle f:\mathbb {R} \to \mathbb {R} ;\qquad f(x)={\begin{cases}e^{-{\frac {1}{x^{2}}}}&,x>0,\\0&,x\leqslant 0.\end{cases}}}
Використовуючи ланцюгове правило можна показати індуктивно, що для будь-якого порядку k,
{\displaystyle f^{(k)}(x)={\begin{cases}{\frac {p_{k}(x)}{x^{2k}}}e^{-{\frac {1}{x^{2}}}}&,x>0\\0&,x\leqslant 0\end{cases}}}
для деякого многочлену pk. Функція {\displaystyle e^{-{\frac {1}{x^{2}}}}} прагне до нуля швидше, ніж будь-який поліном, відповідно до того, як x → 0, тоді f є нескінченну кількість разів диференційовною й f(k)(0) = 0 для кожного додатного цілого k. Тепер оцінки для залишку многочлена Тейлора функції f показують, що ряд Тейлора збігається рівномірно до нульової функції на всій дійсній числовій осі. Не буде помилки в наступних твердженнях:
- Ряд Тейлора функції f збігається рівномірно до нульової функції Tf(x)=0.
- Нульова функція є аналітичною, і кожний коефіцієнт її ряду Тейлора дорівнює нулю.
- Функція f є нескінченну кількість разів диференційовною, але не аналітичною.
- Для будь-якого k∈N и r>0 існує Mk, r>0 таке, що залишковий член многочлена Тейлора k-го порядку функції f задовільняє умові (*).

### Теорема Тейлора в комплексному аналізі
Теорема Тейлора узагальнює функції {\displaystyle f:\mathbb {C} \to \mathbb {C} }, які є комплексно диференційовними на відкритій підмножині U ⊂ C комплексної площини. Однак її корисність знижена іншими теоремами комплексного аналізу, а саме: більш повні версії подібних результатів можуть бути виведені для комплексно диференційовних функцій f : U → C з використанням інтегральної формули Коші як показано нижче.
Нехай r > 0 таке, що замкнене коло B(z, r) ∪ S(z, r) міститься в U. Тоді інтегральна формула Коші з додатною параметризацією γ(t)=reit околу S(z, r) с t ∈ [0,2π] дає
{\displaystyle f(z)={\frac {1}{2\pi i}}\int _{\gamma }{\frac {f(w)}{w-z}}dw,\quad f'(z)={\frac {1}{2\pi i}}\int _{\gamma }{\frac {f(w)}{(w-z)^{2}}}dw,\quad \ldots ,\quad f^{(k)}(z)={\frac {k!}{2\pi i}}\int _{\gamma }{\frac {f(w)}{(w-z)^{k+1}}}dw.}
Тут всі підінтегральні вирази є неперервними на околі S(z, r), що обґрунтовує диференціювання під знаком інтеграла. Зокрема, якщо f — один раз комплексно диференційовна на відкритій множині U, то вона фактично нескінченну кількість разів комплексно диференційовна на U. Маємо оцінку Коші
{\displaystyle |f^{(k)}(z)|\leqslant {\frac {k!}{2\pi }}\int _{\gamma }{\frac {M_{r}}{|w-z|^{k+1}}}dw={\frac {k!M_{r}}{r^{k}}},\qquad M_{r}=\max _{|w-c|=r}|f(w)|}
для будь-якого z ∈ U и r > 0 таку, що B(z, r) ∪ S(c, r) ⊂ U. Ці оцінки означають, що комплексний ряд Тейлора
{\displaystyle f(z)\approx \sum _{k=0}^{\infty }{\frac {f^{(k)}(c)}{k!}}(z-c)^{k}}
функції f збігається рівномірно в будь-якому колі B(c, r) ⊂ U з S(c, r) ⊂ U в деякій функції Tf. Крім того, використовуючи формулу інтегрування по контуру для похідних f(k)(c),
{\displaystyle {\begin{aligned}T_{f}(z)=\ &\sum _{k=0}^{\infty }{\frac {(z-c)^{k}}{2\pi i}}\int _{\gamma }{\frac {f(w)}{(w-c)^{k+1}}}dw={\frac {1}{2\pi i}}\int _{\gamma }{\frac {f(w)}{w-c}}\sum _{k=0}^{\infty }{\Big (}{\frac {z-c}{w-c}}{\Big )}^{k}dw\\=\ &{\frac {1}{2\pi i}}\int _{\gamma }{\frac {f(w)}{w-c}}{\Big (}{\frac {1}{1-{\frac {z-c}{w-c}}}}{\Big )}dw={\frac {1}{2\pi i}}\int _{\gamma }{\frac {f(w)}{w-z}}dw=f(z),\end{aligned}}}
таким чином, будь-яка комплексно диференційовна функція f на відкритій множині U ⊂ C є комплексно аналітичною. Все те, що було написано вище для дійсних аналітичних функцій справедливо також й для комплексних аналітичних функцій, де відкритий інтервал I змінено на відкриту підмножину U ∈ C 1 a — центровані інтервали (a − r, a + r) змінено на c — центровані кола B(c, r). Зокрема, розкладання Тейлора зберігається у вигляді
{\displaystyle f(z)=P_{k}(z)+R_{k}(z),\qquad P_{k}(z)=\sum _{j=0}^{k}{\frac {f^{(k)}(c)}{k!}}(z-c)^{k},}
де залишковий член Rk — комплексно аналітичний. При розгляданні рядів Тейлора методи комплексного аналізу дозволяють отримати кілька більш потужних результатів. Наприклад, використовуючи інтегральну формулу для будь-якої додатно орієнтованої жорданової кривої γ, яка параметризує границю ∂W ⊂ U області W ⊂ U, можна отримати вираз для похідних f(j)(c) як показано вище, і злегка змінивши розрахунки для Tf(z) = f(z), прийти до точної формули
{\displaystyle R_{k}(z)=\sum _{j=k+1}^{\infty }{\frac {(z-c)^{j}}{2\pi i}}\int _{\gamma }{\frac {f(w)}{(w-c)^{j+1}}}dw={\frac {(z-c)^{k+1}}{2\pi i}}\int _{\gamma }{\frac {f(w)dw}{(w-c)^{k+1}(w-z)}},\qquad z\in W.}
Важлива особливість тут в тому, що якість наближення за допомогою многочлена Тейлора в області W ⊂ U є мажоріруємим значенням функції f на границі ∂W ⊂ U. Також, застосовуючи оцінки Коші до виразу залишку ряду, отримуємо рівномірні оцінки
{\displaystyle |R_{k}(z)|\leqslant \sum _{j=k+1}^{\infty }{\frac {M_{r}|z-c|^{j}}{r^{j}}}={\frac {M_{r}}{r^{k+1}}}{\frac {|z-c|^{k+1}}{1-{\frac {|z-c|}{r}}}}\leqslant {\frac {M_{r}\beta ^{k+1}}{1-\beta }},\qquad {\frac {|z-c|}{r}}\leqslant \beta <1.}

### Приклад

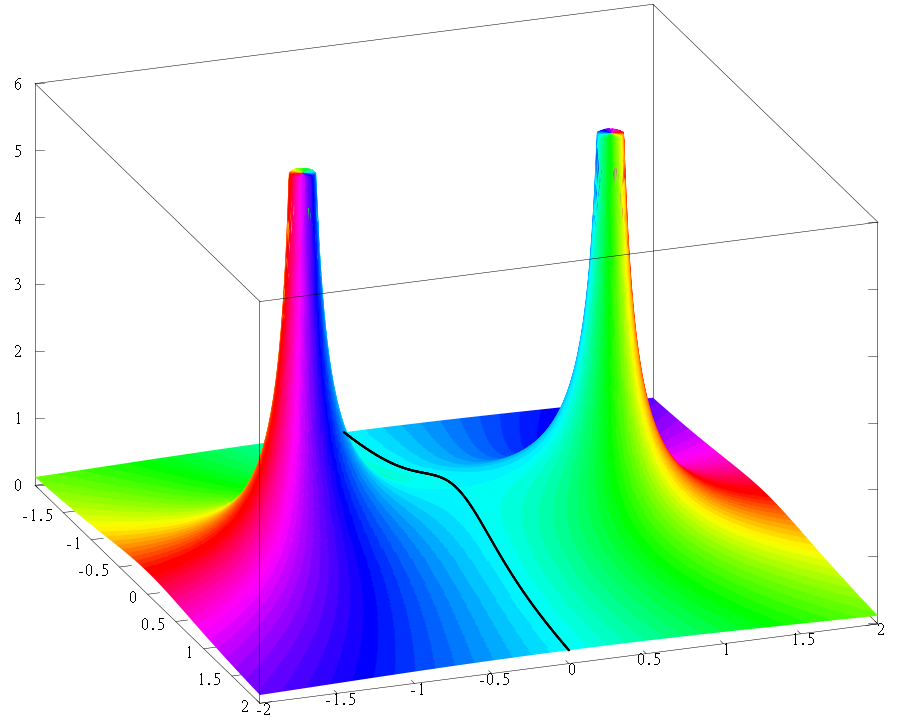
Графік комплексної функції f(z) = 1/(1 + z^{2}). Модуль показано висотою підйому та аргумент показано кольором: ціан=0, синій=π/3, фіолетовий=2π/3, червоний=π, жовтий=4π/3, зелений=5π/3.

Функція f:R→R, що визначається рівнянням
{\displaystyle f(x)={\frac {1}{1+x^{2}}}}
дійсна аналітична, тобто в даній області визначається своїм рядом Тейлора. Один з малюнків, наведених вище [Архівовано 19 вересня 2015 у Wayback Machine.], показує, що деякі функції, що задаються дуже просто, не можуть бути виражені за допомогою наближення Тейлора в околі центру наближення, якщо цей окіл занадто великий. Цю властивість легко зрозуміти в рамках комплексного аналізу. Більш конкретно, функція f розширюється до мероморфної функції
{\displaystyle f:\mathbb {C} \cup \{\infty \}\to \mathbb {C} \cup \{\infty \};\quad f(z)={\frac {1}{1+z^{2}}}}
на компактифіцированій комплексній площині. Вона має прості осі в точках z=i и z=−i, і вона всюди аналітична. ЇЇ ряд Тейлора, що має центр в z0, збігається на будь-якому колі B(z0,r) с r<|z-z0|, де той же ряд Тейлора збігається при z∈C. Внаслідок цього ряд Тейлора функції f, що має центр в точці 0, збігається на B(0,1) і він не збігається для будь-якого z∈C с |z|>1 внаслідок наявних осей в точках i и −i. За тих же причин ряд Тейлора функції f, що має центр в точці 1, збігається на B(1,√2) і не збігається для будь-якого z∈C с |z-1|>√2.

## Узагальнення теореми Тейлора

### Вищі порядки диференційовності
Функція f:Rn → R — диференційовна в точці a ∈ Rn тоді й тільки тоді, коли існує лінійна форма L : Rn → R і функція h : Rn → R така, що
{\displaystyle f({\boldsymbol {x}})=f({\boldsymbol {a}})+L({\boldsymbol {x}}-{\boldsymbol {a}})+h({\boldsymbol {x}})({\boldsymbol {x}}-{\boldsymbol {a}}),\qquad \lim _{{\boldsymbol {x}}\to {\boldsymbol {a}}}h({\boldsymbol {x}})=0.}
Якщо цей випадок має місце, то L = df(a) є диференціал функції f в точці a. Крім того, коли частинні похідні функції f існують в точці a, то диференціал f в точці a визначено формулою
{\displaystyle df({\boldsymbol {a}})({\boldsymbol {v}})={\frac {\partial f}{\partial x_{1}}}({\boldsymbol {a}})v_{1}+\cdots +{\frac {\partial f}{\partial x_{n}}}({\boldsymbol {a}})v_{n}.}
Вводячи мультиіндекс, запишемо
{\displaystyle |\alpha |=\alpha _{1}+\cdots +\alpha _{n},\quad \alpha !=\alpha _{1}!\cdots \alpha _{n}!,\quad {\boldsymbol {x}}^{\alpha }=x_{1}^{\alpha _{1}}\cdots x_{n}^{\alpha _{n}}}
для α ∈ Nn і x ∈ Rn. Якщо всі частинні похідні k-го порядку функції f : Rn → R — неперервні в a ∈ Rn, то згідно з теоремою Клеро, можна змінити порядок змішаних похідних в точці a, тоді запис
{\displaystyle D^{\alpha }f={\frac {\partial ^{|\alpha |}f}{\partial x_{1}^{\alpha _{1}}\cdots \partial x_{n}^{\alpha _{n}}}},\qquad |\alpha |\leqslant k}
для частинних похідних вищих порядків є правомірним у цій ситуації. Теж саме є правильним, якщо всі частинні похідні (k − 1)-го порядку функції f існують в деякому околі точки a і диференційовні в точці a. Тоді можна сказати, що функція f — k разів диференційовна в точці a .

### Теорема Тейлора для функцій багатьох змінних
Якщо функція f : Rn → R — k+1 разів неперервно диференційовна в замкненій кулі B, то можна отримати точну формулу для залишку розкладання Тейлора до частинних похідних (k+1)-го порядку від f в цьому околі. А саме
{\displaystyle f({\boldsymbol {x}})=\sum _{|\alpha |=0}^{k}{\frac {D^{\alpha }f({\boldsymbol {a}})}{\alpha !}}({\boldsymbol {x}}-{\boldsymbol {a}})^{\alpha }+\sum _{|\beta |=k+1}R_{\beta }({\boldsymbol {x}})({\boldsymbol {x}}-{\boldsymbol {a}})^{\beta },\qquad R_{\beta }({\boldsymbol {x}})={\frac {|\beta |}{\beta !}}\int _{0}^{1}(1-t)^{|\beta |-1}D^{\beta }f{\big (}{\boldsymbol {a}}+t({\boldsymbol {x}}-{\boldsymbol {a}}){\big )}\,dt.}
У цьому випадку, внаслідок неперервності частинних похідних (k+1)-го порядку на компактній множині B, безпосередньо отримуємо
{\displaystyle {\big |}R_{\beta }({\boldsymbol {x}})|\leqslant {\frac {|\beta |}{\beta !}}\max _{|\alpha |=|\beta |}\max _{{\boldsymbol {y}}\in B}|D^{\alpha }f({\boldsymbol {y}})|,\qquad {\boldsymbol {x}}\in B.}

## Докази

### Доказ теореми Тейлора для однієї дійсної змінної
Нехай
{\displaystyle h_{k}(x)={\begin{cases}{\frac {f(x)-P(x)}{(x-a)^{k}}}&x\not =a\\0&x=a\end{cases}}}
де, як вказано в формулюванні теореми Тейлора,
{\displaystyle P(x)=f(a)+f'(a)(x-a)+{\frac {f''(a)}{2!}}(x-a)^{2}+\cdots +{\frac {f^{(k)}(a)}{k!}}(x-a)^{k}.}
Достатньо показати, що
{\displaystyle \lim _{x\to a}h_{k}(x)=0.\,}
Доказ засновано на повторюваному застосуванні правила Лопіталя. Помітимо, що кожне j = 0,1,…,k−1, {\displaystyle f^{(j)}(a)=P^{(j)}(a)}. Звідси кожна наступна похідна чисельника функції {\displaystyle h_{k}(x)} прагне до нуля в точці {\displaystyle x=a}, і теж саме справедливо для знаменника. Тоді
{\displaystyle {\begin{aligned}\lim _{x\to a}{\frac {f(x)-P(x)}{(x-a)^{k}}}&=\lim _{x\to a}{\frac {{\frac {d}{dx}}(f(x)-P(x))}{{\frac {d}{dx}}(x-a)^{k}}}=\cdots =\lim _{x\to a}{\frac {{\frac {d^{k-1}}{dx^{k-1}}}(f(x)-P(x))}{{\frac {d^{k-1}}{dx^{k-1}}}(x-a)^{k}}}\\&={\frac {1}{k!}}\lim _{x\to a}{\frac {f^{(k-1)}(x)-P^{(k-1)}(x)}{x-a}}\\&={\frac {1}{k!}}(f^{(k)}(a)-P^{(k)}(a))=0\end{aligned}}}
де перехід від передостаннього виразу до останнього випливає з визначення похідної в точці x = a.